# Tengeliönjoki
De Tengeliönrivier is een Finse rivier. Zij maakt deel uit het stroomgebied van de Zweeds-Finse grensrivier Torne. 
Zij ontvangt haar water uit het Miekojärvi en stroomt dan westwaarts naar de Tornerivier toe. De Finse overheidsinstantie geeft als lengte op 51 kilometer; de Zweedse 127 kilometer, de laatste is inclusief de bronrivier.
In de rivier zijn drie waterkrachtcentrales gebouwd, bij Portimokoski, Kaaranneskoski en Jolmankoski. Koski is Fins voor stroomversnelling, dus logische plekken om een dergelijke centrale te bouwen.
De rivier stroomt bij Aavasaksa de Torne in. Het stroomgebied is 3195 km² (Finse gegevens).